# Heteroxynematidae
Die Heteroxynematidae sind eine Familie der Pfriemenschwänze mit etwa 60 Arten. Sie sind Parasiten bei Vögeln, Nagetieren und Hasenartigen.

## Merkmale
Der Schwanz der Männchen ist konisch oder abgeflacht, hat kein stumpfes Ende und keine langen Papillen, die in die Kutikula-Flügel ragen. Die Genitalpapillen sind um die Kloake konzentriert.

## Systematik
Zur Familie gehören zwei Unterfamilien und 13 Gattungen:
- Heteroxynematinae Skrjabin & Schikhobalova, 1948
  - Aspiculuris Schulz, 1927
  - Dentostomella Schulz & Krepkogroskaja, 1932
  - Dermatopallarya Skrjabin, 1924
  - Eudromoxyura Anderson & Prestwood, 1972
  - Fastigiuris Babaev, 1966
  - Heteroxynema Hall, 1916
  - Ivaschkinonema Erkulov, 1975
  - Kahmannia Mas, Coma & Esteban, 1982
  - Rauschoxyuris Quentin, 1975
  - Syphaciella Moennig, 1923
- Labiostomatinae Akhtar, 1956
  - Cephaluris Akhtar, 1947
  - Dermatoxys Schneider, 1866
  - Labiostomum Akhtar, 1941